# 神経衰弱 (精神疾患)
神経衰弱（しんけいすいじゃく、英:Neurasthenia, shinkei-suijaku）は、疲労感、不安、抑うつ、頭痛、勃起不全、神経痛の症状を特徴とする状態の診断名である。
アメリカの神経学者のジョージ・ビアードが、1869年にはじめて認識し、この Neurasthenia を造語した。生活のストレスによる中枢神経系のエネルギーの枯渇の結果であると説明した。主に過労が原因だとされる。
20世紀初頭にこの概念は世界的に受け入れられ、西洋では1930年代以降そうでもなくなった。2010年代以降この診断名が使われることは滅多になくなった。DSM-IVでは、鑑別不能型身体表現性障害 (Undifferentiated Somatoform Disorder)である。英語圏では俗称としてナーバス・ブレイクダウン(nervous breakdown)とも呼ばれる。また神経衰弱は慢性疲労症候群の旧称だとも説明できる。

## 概要
症状として精神的努力の後に極度の疲労が持続する、あるいは身体的な衰弱や消耗についての持続的な症状が出ることであり、具体的症状としては、めまい、筋緊張性頭痛、くつろげない感じ、いらいら感、消化不良などが出る。当時のアメリカでは都市化や工業化が進んだ結果、労働者の間でこの状態が多発していたことから病名が生まれた。戦前の経済成長期の日本で米社会と同じような状況が発生したことから、近代化社会がもたらす文明の病・過労の病として病名が輸入され日本でも有名になった。
知的労働を伴うデスクワークを行う、上流階級の人々に発生しやすいとされた。日本でもエリートの病気とされた。
20世紀初頭にこの概念は世界的に受け入れられたが、西洋では1930年代以降そうでもなくなった。日本においても1978年の段階で概念が曖昧であり、一般社会で使用された言葉であるため今日ほとんど使用されないと言及されている。2013年時点ではこの診断名が使われることは滅多にない。
アメリカ医療人類学会・博士論文学会賞を受賞した、日本のうつ病の歴史についての論文をもつ北中淳子によれば、神経衰弱が初の日常レベルの苦痛を治療対象とした。19世紀の終わりから ドイツの神経精神医学から神経が磨り減る病気として浸透し始めた。診断は第二次世界大戦の終わりごろには廃れ始めた。
戦前日本では眼科医の前田珍男子により神経衰弱の原因を眼の屈折異常とする説が唱えられたが、この説では遠視や潜伏遠視が原因であるとした。一方、神経衰弱の快治を謳う日本の民間薬には臭化カリウム・ゲンチアナ末・大黄末・アロエ末を含む「健脳丸」が存在した（後の「健のう丸」だが成分が異なる）。
1992年の世界保健機関の『ICD-10 第5章:精神と行動の障害』の診断コードF48に残っている。1996年のアメリカ精神医学会の『精神障害の診断と統計マニュアル』第4版 (DSM-IV) では、鑑別不能型身体表現性障害に分類される。DSM-IV の付録Iにも「Shenjing shuairuo(Neurasthenia) 神経衰弱」にも記載されている。2013年のDSM-5の付録の用語集にも shenjing shuairuo が記載されており、日本では shinkei-suijaku とされることが記載されている。
DSM-IVの鑑別不能型身体表現性障害は、身体症状を呈している身体表現性障害という大分類の中に分類されており、6か月以上持続しており、身体疾患や薬物、他の精神障害が原因でなく、著しい苦痛があり、身体的愁訴を訴えている状態である。